# Fujiwara no Akimitsu

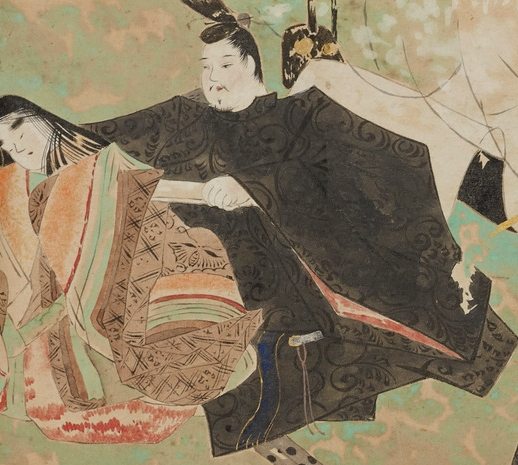

Fujiwara no Akimitsu (藤原顕光?   944-7 de julio de 1021)
```
fue un burócrata 
japonés
 de la 
era Heian
 y ocupó el cargo de 
Sadaijin
 (Ministro de la Izquierda). Su padre fue 
Fujiwara no Kanemichi
.
```

Fue conocido por haberse involucrado en una serie de extraños sucesos relacionados con su hija, En-shi. En-shi se había casado con el hijo del Emperador, Ko-Ichijō. Cuando Ko-Ichijō tomó como segunda esposa a una hija de Fujiwara no Michinaga, En'shi se sintió mal y solicitó ayuda a Akimitsu. Ella murió poco después del dolor, pero pidió a Akimitsu que buscara un monje llamado Dōman para que maldijera a Michinaga. Por ello Akimitsu es conocido como Akuryō-safu o "el safu con los malos espíritus".